# Watsonia borbonica
Watsonia borbonica é uma espécie de planta com flor pertencente à família Iridaceae. 
A autoridade científica da espécie é (Pourr.) Goldblatt, tendo sido publicada em Annals of the Missouri Botanical Garden 74: 570–572. 1987.

## Portugal
Trata-se de uma espécie presente no território português, nomeadamente os seguintes táxones infraespecíficos:
- Watsonia borbonica subsp. ardernei - presente no Arquipélago da Madeira. Em termos de naturalidade é introduzida na região atrás referida. Não se encontra protegida por legislação portuguesa ou da Comunidade Europeia.